# Copycat Killer
《Copycat Killer》는 미국의 싱어송라이터인 피비 브리저스가 다양한 악기를 연주하는 연주가이자 편곡가인 롭 무스의 피처링으로 함께한 익스텐디드 플레이(EP)이다. 2020년 11월 20일 레이블 데드 오션스를 통하여 발매하였으며, 비닐 버전이 2020년 12월 4일에 발매되었다. 이 EP에는 브리저스의 두 번째 음반 《Punisher》에 들어 있던 수록곡을 무스가 오케스트라 느낌이 나도록 편곡을 한 것이다.

## 홍보
이 음반은 2020년 11월 10일 "Copycat Killer 버전의 Kyoto"라는 이름으로 같은 날에 뮤직 비디오를 함께 공개하는 프로모셜 싱글 방식으로 진행하여 발매하였다.

## 평가
| 전문가 평가          | 전문가 평가 |
| 평가 점수            | 평가 점수   |
| 출처                 | 점수        |
| -------------------- | ----------- |
| Beats Per Minute     | [ 3 ]       |
| Clash                | 7/10        |
| Gigwise              | [ 5 ]       |
| The Line of Best Fit | 7/10        |
| NME                  | [ 7 ]       |
| Sputnikmusic         | 2.4/5       |

NME의 윌 리처즈는 이 음반에 극찬을 보내면서 "이곳에서 보여준 브리저스가 가지고 있는 사운드의 확장은 이후 미래에 그녀가 어디든 가고 싶은 곳으로 갈 수 있는 문을 열어준다. 리믹스 EP가 이렇게 철저하게 곡을 재측정하면서도 작은 하나도 놓치지 않는 것은 매우 드물며, 지금쯤 피비 브리저스로부터 예상치 못한 결과를 예상해야 한다"고 말하였다. 반면에 긱와이즈의 알렉스 리고티는 이 음반을 두고 "브리저스의 노래를 화려하게 재편곡하였으나, 《Punisher》에서 브리저스가 보여주었던 세계에는 거의 어떠한 것도 영향을 미치거나 더하지 못했다"고 언급하면서 미온적인 반응을 보였다.

## 트랙 리스트
| #            | 제목                  | 작사·작곡                                   | 재생 시간 |
| ------------ | --------------------- | ------------------------------------------- | --------- |
| 1.           | 〈Kyoto〉             | Phoebe Bridgers Morgan Nagler Marshall Vore | 3:01      |
| 2.           | 〈Savior Complex〉    | Bridgers Christian Lee Hutson Conor Oberst  | 3:24      |
| 3.           | 〈Chinese Satellite〉 | Bridgers Hutson Oberst                      | 3:30      |
| 4.           | 〈Punisher〉          | Bridgers Oberst Vore                        | 2:56      |
| 총 재생 시간 | 총 재생 시간          | 총 재생 시간                                | 12:51     |